# (819) Barnardiana
(819) Barnardiana – planetoida z grupy pasa głównego asteroid okrążająca Słońce w ciągu 3 lat i 95 dni w średniej odległości 2,2 au. Została odkryta 3 marca 1916 roku w Landessternwarte Heidelberg-Königstuhl w Heidelbergu przez Maxa Wolfa. Nazwa pochodzi od Edwarda Emersona Barnarda, amerykańskiego astronoma. Przed nadaniem nazwy planetoida nosiła oznaczenie tymczasowe (819) 1916 ZA.